# Johan Lindbom
Stig Johan Mikael Lindbom, född 8 juli 1971 i Alvesta, är en svensk ishockeytränare och före detta ishockeyspelare.
Lindbom är mest ihågkommen för sitt mål i sudden death i den sista och avgörande SM-finalmatchen mellan Brynäs IF och HV71 1995. Målet gav Jönköpingsklubben dess första SM-guld.
Han blev i juli 2015 huvudtränare för HV71 i SHL, ett uppdrag han fick sparken från i november 2018. Lindbom var klubbchef i Kristianstads IK mellan 2019 och 2021. Mellan 2021 och 2023 var han klubbdirektör i HV71. Den 30 januari 2023 tog han över rollen som huvudtränare i HV71 sedan Tommy Samuelsson fått sparken. I april 2024 ersattes Lindbom av Anton Blomqvist som huvudtränare för HV71.

## Klubbar
- Alvesta SK (1988–1990)
- Tyringe SoSS (1990–1992)
- IF Troja-Ljungby (1992–1994)
- HV71 (1994–1997)
- New York Rangers (1997–1998, New York Rangers, 38 matcher, Hartford Wolf Pack 7 matcher)
- HV71 (1998–2001)

## Klubbar som tränare
- HC Dalen J20 (2009–2011)
- HC Dalen (2011–2015)
- HV71 (2015–2018, 2023–2024)

## Klubbar som klubbchef/klubbdirektör
- Kristianstads IK (2019–2021)
- HV71 (2021–2023)